# 매드 디텍티브
《매드 디텍티브》(영어: Mad Detective)는 홍콩에서 제작된 위가휘 감독의 2007년 범죄, 스릴러, 드라마, 액션 영화이다. 유청운 등이 주연으로 출연하였고 두기봉 등이 제작에 참여하였다. 제64회 베네치아 국제 영화제에서 첫 상영되었고, 2007년 토론토 국제 영화제에서 초연된 이후 2007년 11월 29일 홍콩에서 개봉되었다.

## 출연

### 주연
- 유청운
- 안지걸

### 조연
- 임가동
- 임희뢰
- 이국린
- 이채저

## 기타
- 프로듀서: 국교량
- 프로듀서: 진명영
- 미술: 진금하
- 시각효과: 문소린
- 의상: 장세걸

## 같이 보기
- 쉬푸가오